# Asuka (lutadora)
Kanako Urai (浦井 佳奈子 Urai Kanako; Osaka, 26 de setembro de 1981) é uma lutadora profissional japonesa, mais conhecida por seu nome de ringue Asuka. Ela está atualmente contratada pela WWE na marca Raw. 
Urai começou sua carreira na luta livre profissional em junho de 2004 até se aposentar em março de 2006. Ela retornou ao ringue após um ano e meio e começou a trabalhar como freelancer para promoções como JWP Joshi Puroresu, NEO Japan Ladies Pro Wrestling, Pro Wrestling Wave, Smash, Wrestling New Classic e Reina Joshi Puroresu. Em agosto de 2015, Urai assinou um contrato com a WWE e foi designada ao seu território de desenvolvimento NXT, onde ela trabalhou por dois anos e foi NXT Women's Champion, com seu reinado de 510 dias sendo o mais longo entre todos os títulos na WWE pós-expansão nacional. Em dezembro do mesmo ano, Dave Meltzer descreveu Asuka como "talvez a melhor empregada da WWE, entre homens e mulheres". Durante seu tempo na NXT, Asuka também recebeu prêmios de Competidora Feminina do Ano (2016 e 2017) e Competidor(a) Geral do Ano (2017). Asuka foi promovida ao elenco principal da WWE em setembro de 2017 e venceu o women's Royal Rumble inaugural em janeiro de 2018, ganhando o direito de desafiar Charlotte Flair pelo WWE SmackDown Women's Championship na WrestleMania 34, onde foi derrotada, terminando sua sequência de 267 vitórias consecutivas.
Em 2017, Urai se tornou a primeira japonesa a ficar em primeiro lugar na PWI Top 50 Feminino, lista anual que classifica as 50 melhores lutadoras do ano. Suas técnicas incluem muitos chutes e submissões, o que a fez ser conhecida por um estilo stiff. Urai também já trabalhou como designer gráfica e jornalista de jogos eletrônicos e durante seu tempo trabalhando para a Microsoft, ela foi patrocinada pela empresa, adicionando o logotipo do Xbox 360 ao seu traje de luta.

## Carreira na luta livre profissional

### Início de vida
Urai iniciou sua carreira trabalhando como designer gráfica antes de decidir se tornar lutadora profissional devido influência de ídolos como Keiji Mutoh, Satoru Sayama, Yoshiaki Fujiwara, Antonio Inoki, Akira Maeda, Nobuhiko Takada, Masakatsu Funaki, Volk Han e Minoru Suzuki. Urai adotou o nome de ringue "Kana" e fez sua estreia na promoção feminina AtoZ em 16 de junho de 2004 em um combate contra Leo-na. Ela continuou na AtoZ antes de anunciar aposentadoria em 19 de março de 2006 devido nefrite crônica. Após a aposentadoria ela abriu uma agência própria de design gráfico. Após um ano e meio aposentada, Uai retornou ao ringue em 22 de setembro de 2007 como freelancer para Ice Ribbon, JWP Joshi Puroresu, NEO Japan Ladies Pro Wrestling, Pro Wrestling Wave and Pro Wrestling Zero1, formando no processo uma stable chamada Passion Red com Nanae Takahashi, Natsuki☆Taiyo, Ray e Yumiko Hotta na NEO. Em 10 de outubro de 2009, Kana aliou-se com Takahashi derrotando Hiroyo Matsumoto e Kyoko Inoue pelo Campeonato de Duplas da NEO, o primeiro título da carreira de Kana. Elas mantiveram o título por dois meses, perdendo para Ayumi Kurihara e Yoshiko Tamura em 31 de dezembro de 2009. Em 24 de janeiro de 2010, Kana anunciou que estava deixando a Passion Red.

### World Wrestling Entertainment / WWE

#### NXT (2015-2017)

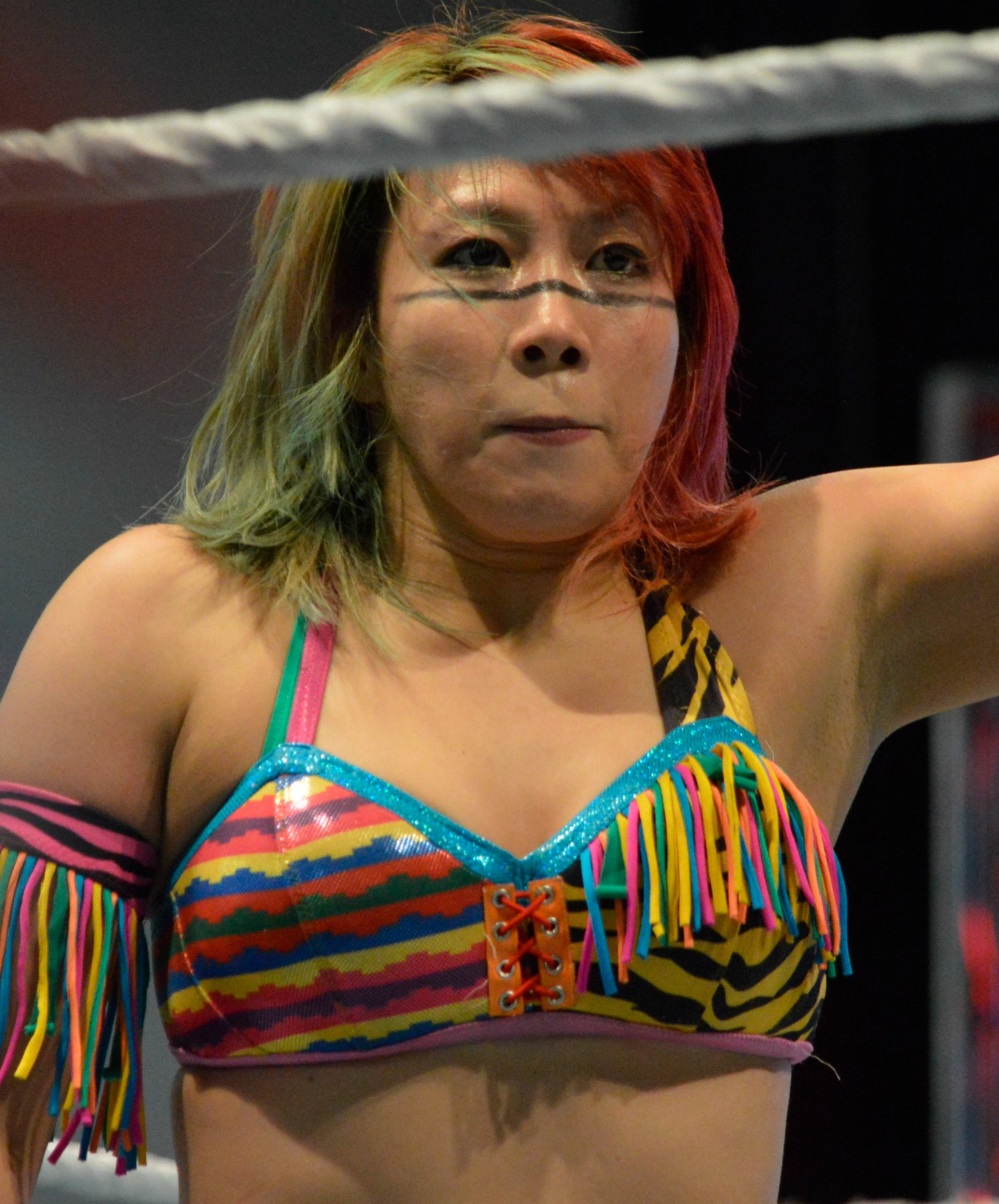
Asuka em março de 2016.

Em 22 de agosto de 2015, Urai visitou o evento NXT TakeOver: Brooklyn do NXT, onde foi identificada como "Kanna". A parição levou a várias especulações de que Urai estaria sendo contratada pela WWE. Em 27 de agosto foi confirmado que Urai havia assinado contrato de desenvolvimento com a WWE,
Em 10 de setembro, Urai apareceu nas gravações do NXT sob o nome de ringue Asuka. O nome foi dado em homenagem a lutadora veterana japonesa Lioness Asuka. Em 23 de setembro ela fez sua estreia em um segmento com William Regal sendo confrontada por Dana Brooke e Emma, isso levou ao seu combate de estreia no NXT TakeOver: Respect, onde ela derrotou Brooke. Após isso, Asuka continuou derrotando outras lutadoras nas semanas seguintes, enquanto continuava sua rivalidade com Emma e Brooke, onde Asuka derrotou Emma em 16 de dezembro no pay-per-view NXT TakeOver: London.
Em 13 de janeiro de 2016, Asuka competiu em uma battle royal para determinar a desafiante ao Campeonato das Mulheres do NXT de Bayley que foi ganho por Carmella após Asuka ser eliminada por Eva Marie. Em 10 de fevereiro, Asuka salvou Carmella e Bayley de um ataque de Eva e Nia Jax, mostrando intenções pelo título de Bayley. Após Asuka e Bayley derrotaram Eva e Jax em 16 de março, William Regal confirmou um combate entre elas pelo título. Em 1 de abril no NXT TakeOver: Dallas, Asuka derrotou Bayley após o árbitro decidir que Bayley estava sem condições de prosseguir a luta, onde Asuka venceu o título no processo. Asuka estava planejada para defender o título contra Bayley em uma revanche em 8 de junho no NXT TakeOver: The End, mas Nia Jax lesionou Bayley uma semana antes, substituindo Bayley no processo e perdendo o combate.

#### Raw (2017–presente)
Foi anunciado em 11 de setembro de 2017 que Asuka havia sido contratada para o Raw pelo gerente geral do programa, Kurt Angle. No Royal Rumble, ela sagrou-se vencedora da primeira luta Royal Rumble feminina da história.

## Vida pessoal
Urai se graduou na Osaka University of Arts Junior College. Ela já escreveu para revista Xbox e desenhou gráficos para Nintendo DS e outros aplicativos móveis. Urai possui um salão de beleza chamado Another Heaven em Yokohama. Urai é fã da cultura americana, incluindo bandas como Guns N' Roses, Aerosmith e  Bon Jovi, filmes como The Godfather, Gran Torino, Platoon e Dances with Wolves e vídeo-games como Call of Duty. Antes de sua carreira na luta livre profissional ela praticou badminton e patinação artística.

## Na luta livre

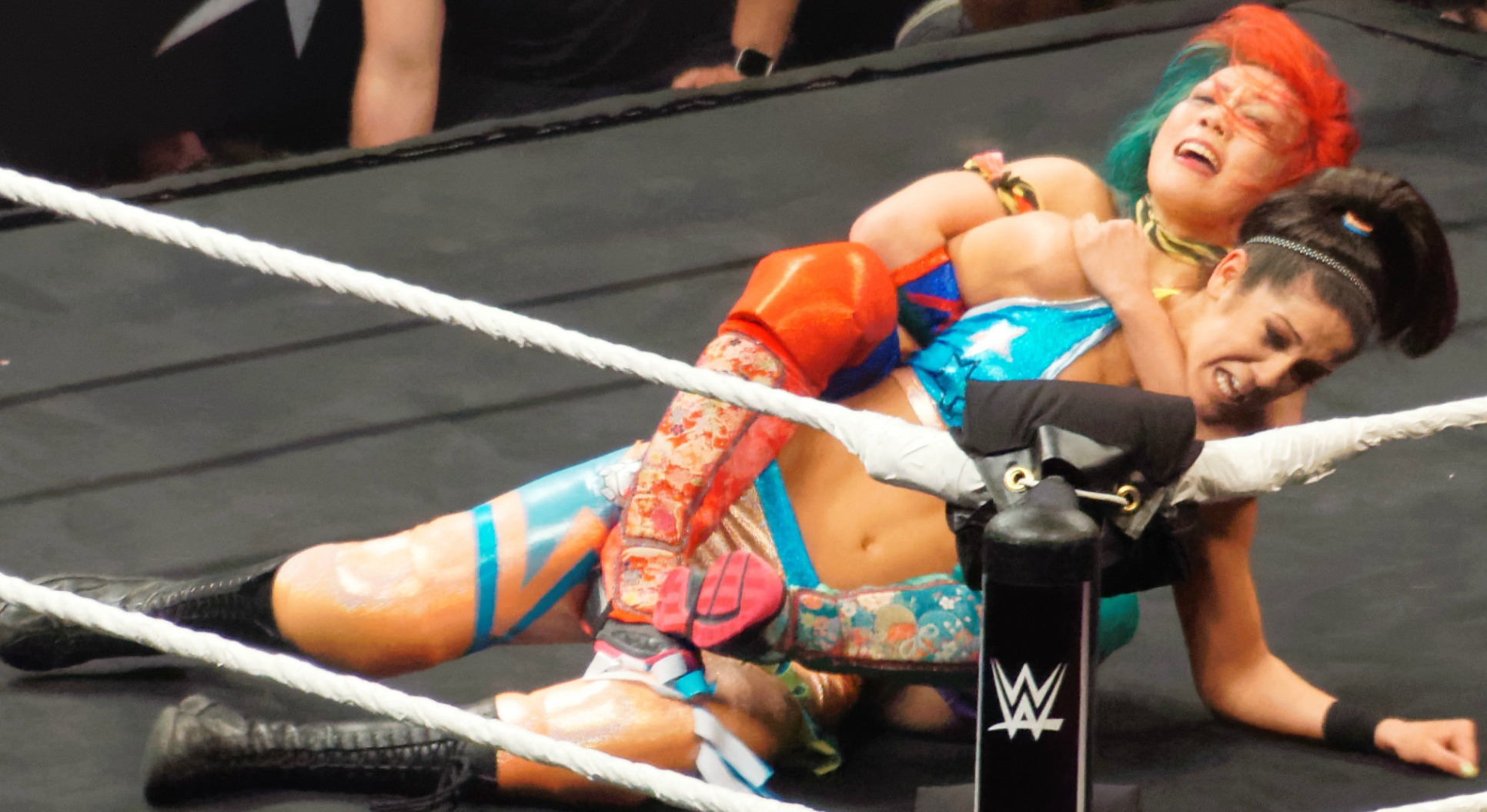
Asuka aplicando o Asuka Lock em Bayley.

- Movimentos de finalização
  - Como Asuka
    - Asuka Lock[9] (Crossface chickenwing com bodyscissors)[23]
    - Spin kick[11][25][36]

  - Como Kana
    - Billiken (Hip attack correndo no rosto do oponente sentado)[2]
    - Henkei Zombie-gatame (Leg trap camel clutch)[37][38][39] – 2013–2014
    - Kanagon (Grounded dragon sleeper)[2]
    - Kana Lock[40] (Crossface chickenwing com bodyscissors)[2][41][42][43]
    - Fujiwara armbar sentado[44][45]
- Movimentos de assinatura
  - Como Asuka
    - Ankle lock[46][47][48][49]
    - Flying cross armbar[23][26][46][47]
    - Hip attack[25][31][46][48]

  - Como Kana
    - Back fist[50][51][52][53]
    - Diving splash[1][2]
    - Múltiplas variações de hip attack[1][2]
    - Roundhouse kick,[54][55][56][57] as vezes na cabeça do oponente sentado, ajoelhado ou em pé[58][59]
    - STF[1]
- Alcunhas
  - "Kana-chan"[1]
  - "Sekai no Kana"[60] / "The World Famous"[61]
  - "The Empress of Tomorrow"[9]
- Temas de Entrada
  - "Sakura Wars Theme" por Chisa Yokoyama[1]
  - "The Sun Rises" por Rei Kondoh[35]
  - "Sadism" por Tsutomu Toya[62] (Usada enquanto aliada com Mio Shirai)
  - "The Future" por CFO$[63] (NXT)
- Lutadores treinados
  - Konami[64]

## Campeonatos e prêmios
- Dramatic Dream Team

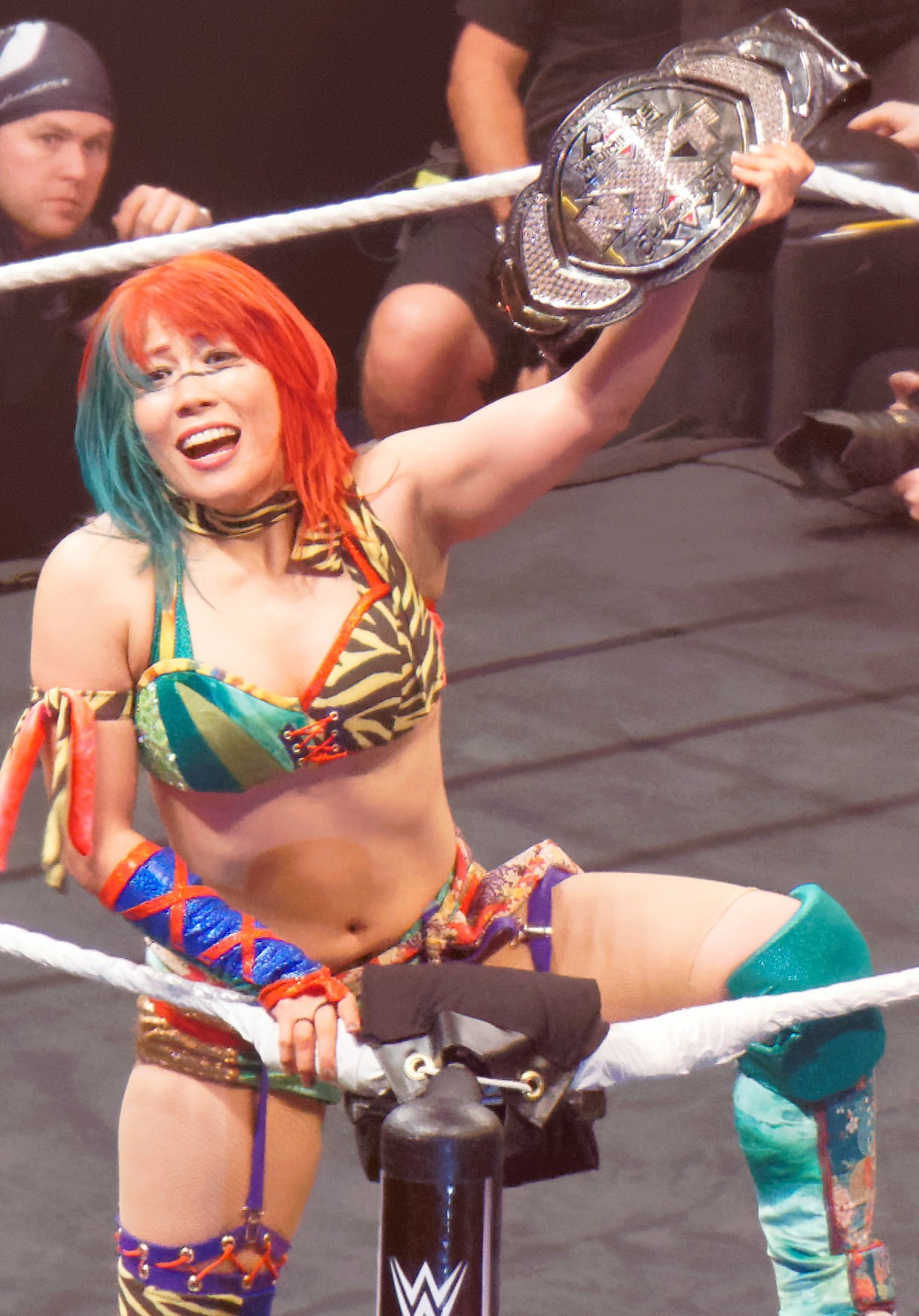
Asuka como campeã das Mulheres do NXT.

  - Campeonato Ironman Heavymetalweight (5 vezes)[2][65][66]
- JWP Joshi Puroresu
  - Campeonato Openweight da JWP (1 vez)[2][67]
  - Prêmio de Melhor Bout (2013) vs. Arisa Nakajima em 15 de dezembro[68]
  - Prêmio Inimigo (2013)[68]
- Kuzu Pro
  - Campeonato Kuzu Pro Diva (1 vez)[69]
- NEO Japan Ladies Pro Wrestling
  - Campeonato de Equipes do NEO (1 vez) – com Nanae Takahashi[2][15][70]
- Osaka Joshi Pro Wrestling
  - Torneio One Day Tag (2011) – com Mio Shirai[71]
- Pro Wrestling Wave
  - Campeonato de Equipes da Wave (2 vezes) – com Ayumi Kurihara (1)[72] e Mio Shirai (1)[73][74]
  - Catch the Wave (2011)[50]
  - Dual Shock Wave (2011) – com Ayumi Kurihara[72]
- Reina Joshi Puroresu
  - Campeonato Mundial de Equipes da Reina (1 vez) – com Arisa Nakajima[75]
  - Campeonato Mundial das Mulheres da Reina (1 vez)[76]
  - Torneio do Campeonato Mundial de Equipes da Reina (2014) – com Arisa Nakajima[75]
- Smash
  - Campeonato Diva da Smash (2 vezes)[2][42][77]
  - Torneio do Campeonato Diva da Smash (2011)[42]

- WWE
  - Mixed Match Challenge (Season 1) – com The Miz[78]
  - Money in the Bank (2020)[79]
  - NXT Women's Championship (1 vez)[80]
  - Royal Rumble (2018)[81]
  - WWE Women's Championship (3 vezes)[82]
  - WWE SmackDown Women's Championship (1 vez)[83]
  - WWE Women's Tag Team Championship (4 vezes) - com Kairi Sane (2), Charlotte Flair (1) e Alexa Bliss (1)[84]